# Jonesius triunguiculatus
Jonesius triunguiculatus is een krabbensoort uit de familie van de Domeciidae. De wetenschappelijke naam van de soort is voor het eerst geldig gepubliceerd in 1902 door Borradaile.